# Cryptophagus falcozi
Cryptophagus falcozi is een keversoort uit de familie harige schimmelkevers (Cryptophagidae). De wetenschappelijke naam van de soort werd in 1927 gepubliceerd door Jan Roubal.